# Эрдёди
Не путать с Пальффи фон Эрдёд
Эрдёди (Erdődy de Monyorókerék et Monoszló) — венгерский род, владевший обширными землями в Славонии и давший в XVI—XVII вв. немало католических прелатов и банов Хорватии. В начале Первой мировой войны представители рода покинули Австро-Венгрию и эмигрировали в страны Антанты. Многие поместья на западе Венгрии (как, например, Доба) были возвращены в их собственность в 1990-е годы.

## Происхождение
Эрдёди — это ардудская отрасль рода Бакоц (Bakócz), известного с XII века, но своим возвышением обязанного Тамашу Бакоцу из Ардуда (1442—1521) — секретарю Матвея Корвина, архиепископу Эстергомскому (1497), кардиналу и латинскому патриарху Константинополя. Бакоц отвечал за внешнюю политику королевства, неудачно баллотировался в папы римские. Гробница его семьи в Эстергомской базилике считается шедевром венгерского ренессанса. 
Своему племяннику прелат завещал огромные земельные наделы, включавшие в себя Добу, Эберау и Мославину (Somlóvár, Monyorókerék, Monoszló). Названия двух последних поместий были прибавлены его потомками к фамилии.

## Баны Хорватии
- Симон Бакоц (1489—1543) — племянник Тамаша Бакоца, епископ Загребский (1519-43), бан Хорватии (1530-34).
- Петар Эрдёди (1504-67) — племянник предыдущего, бан Хорватии, вместе с Юрием Франкопаном сжёг Градишку, за военную помощь Габсбургам в Шмалькальденской войне получил в 1565 г. наследственный титул имперского графа.
- Граф Тамаш Эрдёди (1558—1624) — сын предыдущего, бан Хорватии с 1584, одержал несколько блестящих побед над турками (в том числе при Сисаке), в 1604 г. по поручению Рудольфа II вёл с ними мирные переговоры, преследовал протестантов.
- Граф Миклош Эрдёди (ум. 1693) — внучатый племянник предыдущего, бан Хорватии с 1671 г., очистил Славонию от турок.

## Покровители музыкантов
В XVIII-XIX вв. Эрдёди прославились как крупнейшие, не считая Эстергази, покровители музыки в среде венгерских аристократов. В Леопольдове они содержали частный оперный театр. Йозеф Гайдн написал квартеты Эрдёди для одного из графов, также по их заказам работали Игнац Плейель и Виснер-Моргенштерн. Сам Бетховен посвятил ряд сонат графине Анне-Мари Эрдёди (1779—1837), в доме которой на Крюгерштрассе он жил в 1808 году. В фильме «Бессмертная возлюбленная» (1994) графиню Эрдёди сыграла Изабелла Росселлини.
- Дворец Эрдёди рядом с Будайским замком
- Дворец Эрдёди в Силвашвараде
- Гробница кардинала Фомы Бакоца
- Замок Эрдёди в Ястребарско под Загребом
- Венский дворец графа Эрдёди